# Челядін Артем Геннадійович
Артем Геннадійович Челядін (нар. 29 грудня 1999, Новоград-Волинський, Житомирська область, Україна) — український футболіст, опорний півзахисник полтавської «Ворскли».

## Життєпис

### Ранні роки. «Скала» (Стрий)
Народився в Новоград-Волинському. Футбольну кар'єру розпочав у місцевій ДЮСШ, де займався з 2007 по 2011 рік. 
У 2012 році приєднався до молодіжної академії «Скали». В за стрийський колектив у ДЮФЛУ зіграв 77 матчів, відзначився 17-а голами. Восени 2015 року переведений до «Скали U-19», у футболці якої дебютував 22 листопада 2015 року в переможному (2:0) поєдинку проти одеського «Чорноморця». Атрем зіграв у тому поєдинку 54 хвилини. 
Взимку 2017 року переведений до дорослої команди, за яку дебютував 18 березня 2017 року в програному (1:2) виїзному поєдинку 21-о туру Першої ліги проти «Черкащини». Артем вийшов на поле на 86-й хвилині, замінивши Назара Кмітя. У другій частині сезону 2016/17 років зіграв 13 матчів у футболці «Скали». Потім відіграв один сезон у «Скалі U-19».

### «Ворскла»
У 2018 році перейшов до «Ворскли». Дебютував у футболці полтавського клубу 28 липня 2019 року в програному (0:1) домакшньому поєдинку 1-о туру Прем'єр-ліги проти луганської «Зорі». Челядін вийшов на поле на 90-й хвилині, замінивши Артура. За підсумками того сезону став з командою фіналістом Кубка України 2019/20.

## Досягнення
- Фіналіст Кубка України: 2019/20

## Стиль гри
Основна позиція — нападник, може зіграти й опорного півзахисника. Вирізняється нестандартними діями на футбольному полі, високою технікою володіння м'ячем та потужним добре поставленим ударом з лівої ноги. Відмінно бачить футбольне поле та вміє віддати своєчасну точну завершальну передачу партнерам по команді. Також гравець вдало перериває атаки суперника й відзначається високою працездатністю.